# Алгоритми (ансамбль)
«Алгоритми» (біл. Алгарытмы; рос. Алгоритмы) — білоруський музичний ансамбль, один з перших рок-гуртів країни. У 1968 році на Першому фестивалі біт-ансамблів «Алгоритми» були офіційно визнані найкращим біт-ансамблем у Мінську, а гітарист Євген Коновалов — найкращим сольним гітаристом.

## Історія
Створений студентами Білоруського державного університету інформатики та радіоелектроніки наприкінці 1960-х років. Вони стали відомими в Мінську завдяки регулярним танцям в актовій залі Мінського радіотехнічного інституту. Взимку 1967 року «Алгоритми» вирушили в перший тур по Сибіру. У розкладі гастролей було багато пунктів від Тюмені до Лабитнангі з 3-4 концертами на день..

## Склад
- Євген Коновалов — гітарист, вокаліст;
- Геннадій Стариков[be] — другий сольний гітарист, вокаліст;
- Володимир Беляєв — ритм-гітарист, вокаліст;
- Євген Одставнов — бас-гітарист, вокаліст;
- Ігор Крупенія, Олександр Куковський — бубни.